# Вилламар
Вилламар (итал. Villamar) — коммуна в Италии, располагается в регионе Сардиния, подчиняется административному центру Южная Сардиния.
Население составляет 2 622 человек(30-06-2019), плотность населения составляет 68,05 чел./км². Занимает площадь 38,53 км². Почтовый индекс — 9020. Телефонный код — 070.
Покровителем коммуны почитается святой Иоанн Креститель, празднование 24 июня.

## Примечание
1. ↑  Statistiche demografiche ISTAT. demo.istat.it. Дата обращения: 16 ноября 2019. Архивировано из оригинала 24 июля 2019 года.